# Holy Smoke (album)
Pour les articles homonymes, voir Holy Smoke.
Albums de Peter Murphy
Deep
(1991) Cascade
(1995)
Holy Smoke est le quatrième album solo de Peter Murphy. L'album a été publié en 1992 par Beggars Banquet Records.

## Liste des Titres
Toutes les chansons sont écrites et composées par Peter Murphy et Paul Statham, sauf indication contraire.
| 1. | Keep me from harm |                                                      | 4:25 |
| 2. | Kill the hate     | Peter Murphy                                         | 4:47 |
| 3. | You're so close   |                                                      | 5:29 |
| 4. | The sweetest drop |                                                      | 6:53 |
| 5. | Low room          | Peter Murphy, Eddie Branch, Peter Bonas, Terl Bryant | 4:21 |
| 6. | Let me love you   | Peter Murphy                                         | 3:33 |
| 7. | Our secret garden | Peter Murphy                                         | 5:44 |
| 8. | Dream gone by     |                                                      | 6:03 |
| 9. | Hit song          | Peter Murphy, The Hundred Men temps9 = 5:28          |      |